# Recreio dos Bandeirantes
Recreio dos Bandeirantes  és un barri noble de la Zona Oest de la ciutat de Rio de Janeiro. És un dels barris més joves de la ciutat, localitzat a la zona administrativa de Barra da Tijuca. Té una superfície de 30,655 km² i una població de 82.240 habitants, coneguda per l'ambientalisme, i platges per la pràctica d'esports aquàtics.
Limita a l'est amb Barra da Tijuca, al nord amb Camorim, Vargem Pequena i Vargem Grande, a l'oest amb Barra de Guaratiba, Grumari i Guaratiba, i al sud amb l'oceà Atlàntic.

## Característiques
El barri del Recreio és relativament nou, ocupat principalment per residents de la classe mitjana i alta. Es troba fora dels principals circuits turístics de la ciutat de Rio de Janeiro, encara que té boniques platges per banyar-se i per al surf, així com grans parcs i espais verds lligats a la preservació mediambiental. El barri és també continuació de Barra da Tijuca.
El Recreio és un barri amb un predomini de cases i edificis baixos en el passeig situat davant del mar. Les regles de construcció han estat concebudes per a no cometre els mateixos errors de la zona sud de la ciutat o del barri veí de Barra da Tijuca.
El barri ha estat planificat en acord amb les idees dominants de l'urbanisme i de l'arquitectura moderna del segle xx, amb poc component humà, posant el cotxe al primer pla. Així, és gairebé impossible de viure-hi en certes parts sense cotxe. El problema més gros del barri, és la dificultat de desplaçament cap al centre de la ciutat.
El Recreio és també un barri que ha sabut conservar una bona qualitat de vida, davant del progrés desenfrenat dels altres barris de la ciutat.
|  |  |

## Història del barri
La zona oest de Rio de Janeiro era ocupada per l'agricultura des de la meitat del segle xvi, sota la forma de concessions de terres donades als portuguesos després de la fundació de la ciutat. Però Barra da Tijuca i Recreio van ser relegades a un segon pla a causa de les immenses llacunes, manglars i platges que hi havia. L'any 1710, el comandant de marina Jean-François Duclerc, en ocasió d'una expedició organitzada des del port francès de Brest per apoderar-se de la ciutat del Rio de Janeiro, arriba a les platges del barri, llavors sense habitants. L'expedició tenia sis naus i 1.200 homes. Tanmateix, els portuguesos en van ser advertits a temps i l'operació va fracassar.
Es va comencar urbanitzar la zona a principi del segle xx. Aleshores, el terreny que avui correspon al Recreio pertanyia a la Banca de Crédito Móvel que el va dividir en dues parcel·les, que tenien un molt baix valor comercial respecte a altres barris de la ciutat. L'estatunidenc Joseph Finch Weslley en va comprar una els anys 1920, i a continuació va començar a promoure visites tots els caps de setmana per als que estaven interessats a la compra de parcel·les. Al cap dels anys, diverses famílies van adquirir un terreny a la vora de la mar i hi van construït cases d'estiu, molt aïllades les unes dels altres, i que no tenien una verdadera estructura urbana. Com a conseqüència, el terreny de Finch va ser conegut amb el nom de Recreio (« lleure » en portuguès), i ha estat registrat com a « jardí » Recreio. Durant molts anys, el barri ha conservat un aspecte rural, per la gran distància al centre de la ciutat, la qual cosa li donava un aïllament geogràfic i social important. La regió era anomenada Sertão Carioca, és a dir, « els confins del Rio de Janeiro ». Allà, l'any 1959, es va trobar per a l'última vegada, un jaguar en estat salvatge a la ciutat.
Tanmateix, després del final de la Segona Guerra Mundial, la ciutat de Rio de Janeiro vva viure una explosió demogràfica, i calia tenir noves zones urbanes per acollir tota aquesta gent, i el sud-oest de la ciutat (és a dir els barris de Barra i Recreio, gairebé buits), era la tria natural. L'any 1953, es va llançar un projecte d'urbanització, redactat per l'enginyer i urbanista José Ribeiro Otacílio Savoia, una disposició urbana que ha promogut la integració mediambiental i comunitària, inspirat pels ideals angloamericans.Hi va combinar la topografia natural amb diverses places i parcs omplerts pel bosc natiu. A la mateixa època, es van construir ponts i carreteres cap a l'Oest de la ciutat, la qual cosa ha reduït considerablement la distància i el temps d'accés al barri. Des de llavors, el barri no ha deixat de desenvolupar-se, com l'últim Eldorado de la ciutat.

## Platges, parcs i lleure

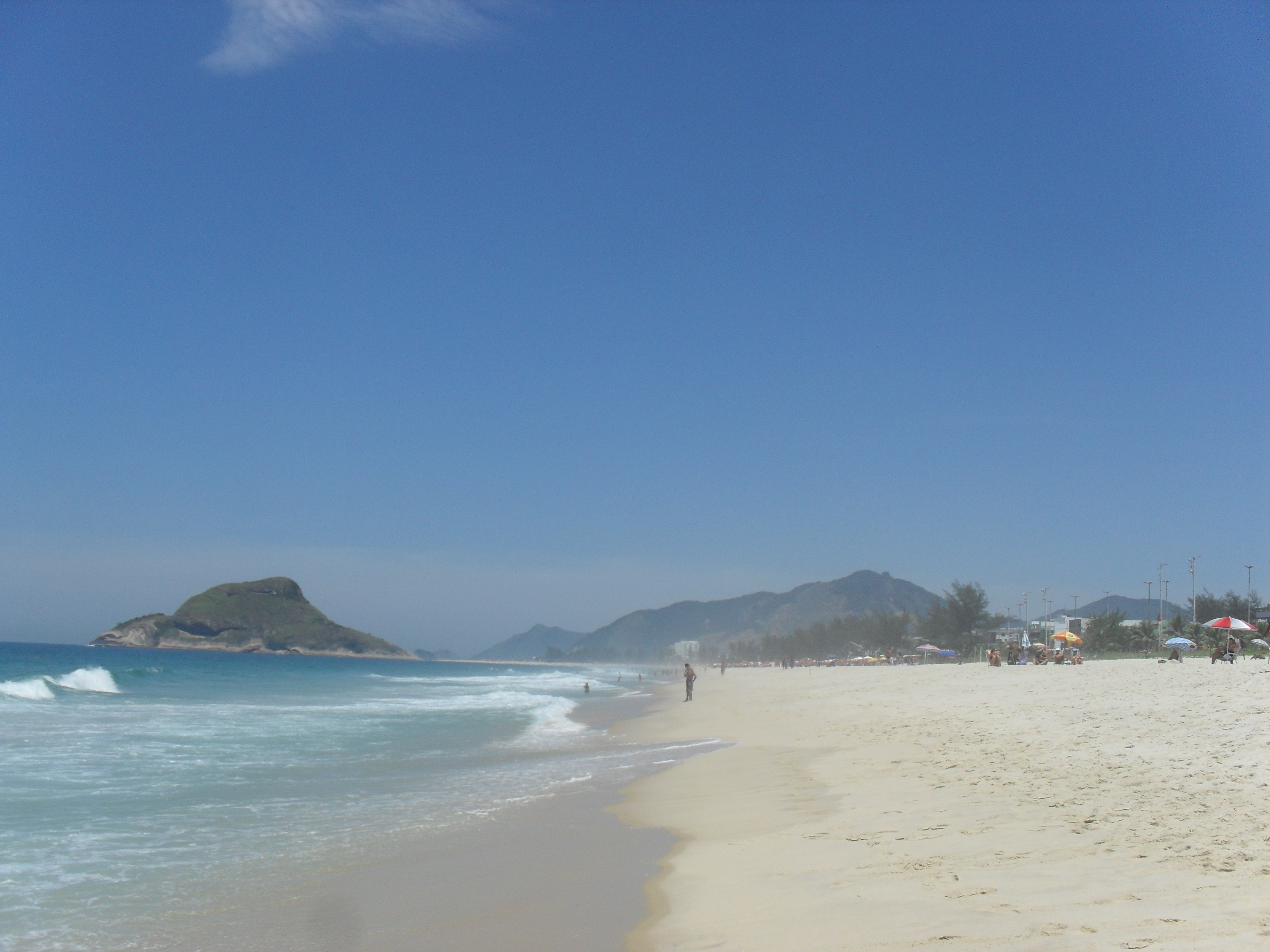
Vista de la platja del Recreio dos Bandeirantes

Hi ha quatre platges on el sol no es pon darrere de grans construccions: Macumba, Pontal, Recreio i una part de la platja Reserva. Són més netes que la mitjana de la ciutat, i les onades hi són més fortes. La platja del Recreio és freqüentada per molts surfistes, i és sobretot l'escena de molts campionats de bodyboard i enregistraments de la TV Globo, una cadena del Brasil. Un carril bici recorre la platja en tota la longitud i les voreres són adornades de mosaics en pedra calcària amb motius marins d'estil portuguès. A la plaça Tim Maia hi ha també una pista de monopatí. Més enllà d'aquests espais naturals, el Recreio dos Bandeirantes té dos parcs dedicats a la protecció dels entorns naturals: parc Chico Mendes i parc Marapendi.
La zona ofereix una multitud d'activitats nàutiques, esportives i culturals. El barri té una gamma de centres comercials, grans superfícies, sales de cinema, i botigues situades al llarg dels eixos viaris, « a la manera americana ». Hi ha també una gran tria de restaurants gastronòmics que proposen receptes tradicionals, especialitats de carn (churrascarias), mariscos, i especialitats culinàries de diferents països.